# Ново-Троїцька волость
Ново-Троїцька волость — адміністративно-територіальна одиниця Дніпровського повіту Таврійської губернії.
Станом на 1886 рік складалася з 17 поселень, 5 сільських громад. Населення — 8239 осіб (4295 осіб чоловічої статі та 3944 — жіночої), 1295 дворових господарств.
|                     | Площа, десятин | У тому числі орної, дес. |
| ------------------- | -------------- | ------------------------ |
| Сільських громад    | 62552          | 13095                    |
| Приватної власності | 17858          | 28                       |
| Казенної власності  | 25494          | 246                      |
| Іншої власності     | 1536           | 385                      |
| Загалом             | 107442         | 13754                    |

Найбільші поселення волості:
- Ново-Троїцьке (Сарабулат) — село за 131 версту від повітового міста, 1548 осіб, 256 дворів, молитовний будинок, школа, 3 лавки, 2 ярмарки. За 48 верст — трактир. За 47, 49, 50, 54, 57 верст — соляні промисли. За 51 версту — соляна застава. За 29 верст — залізнична станція Новоолексіївка. За 55 верст — залізнична станція Чонгари
- Олександрівка — село, 869 осіб, 141 двір, лавка.
- Олексіївка — село, 678 осіб, 97 дворів, лавка.
- Дагмарова — село, 524 особи, 82 двори, лавка.
- Ново-Дмитрівка (Джамбайлюка) — село, 642 особи, 92 двори, молитовний будинок, лавка.
- Ново-Михайлівка (Ташкинкен) — село, 550 осіб, 87 дворів, молитовний будинок, 2 лавки.
- Отрада (Акермен) — село, 1097 осіб, 177 дворів, молитовний будинок, 3 лавки.
- Рождественське (Каракчи) — село, 2252 особи, 352 двори, молитовний будинок, школа, 3 лавки, ярмарок.